# Graphisurus vexillaris
Graphisurus vexillaris là một loài bọ cánh cứng trong họ Cerambycidae.